# Systenus mallochi
Systenus mallochi är en tvåvingeart som beskrevs av Macgowan 1997. Systenus mallochi ingår i släktet Systenus och familjen styltflugor. Inga underarter finns listade i Catalogue of Life.